# Tom Lewis (Politiker)

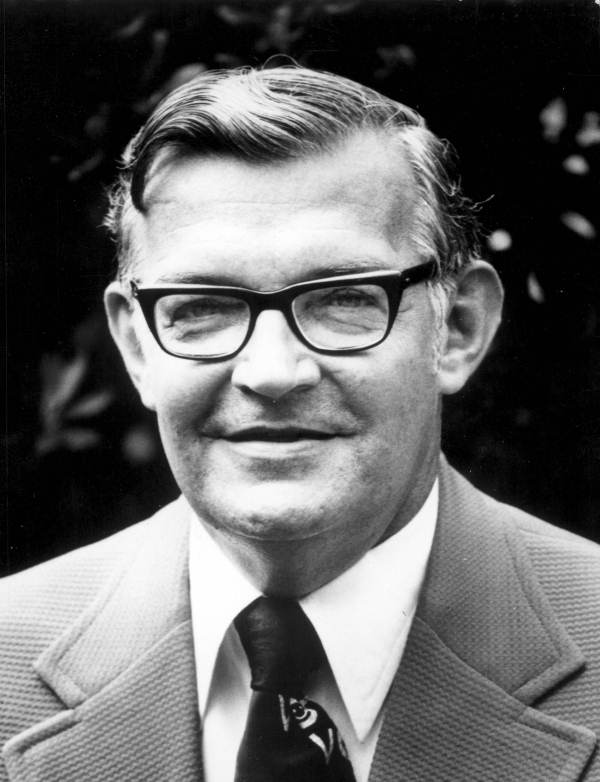
Tom Lewis (1972)

Thomas F. „Tom“ Lewis (* 26. Oktober 1924 in Philadelphia, Pennsylvania; † 1. August 2003 in Palm Beach, Florida) war ein US-amerikanischer Politiker. Zwischen 1983 und 1995 vertrat er den Bundesstaat Florida im US-Repräsentantenhaus.

## Werdegang
Tom Lewis besuchte zunächst die St. Edwards School und danach bis 1942 die Central High School in Philadelphia. Zwischen 1943 und 1954 war er zunächst im Fliegerkorps der US Army und anschließend in der Air Force. In dieser Zeit nahm er am Zweiten Weltkrieg und am Koreakrieg teil. Nach seiner Militärzeit setzte Lewis seine Ausbildung bis 1957 am Palm Beach Junior College in Florida fort. Daran schloss sich ein Studium an der University of Florida in Gainesville an, das er im Jahr 1959 beendete. Zwischen 1957 und 1973 arbeitete Lewis als Manager in der Luftfahrtindustrie; von 1973 bis 1982 war er auf dem Immobilienmarkt und in der Investmentbranche tätig. Politisch wurde er Mitglied der Republikanischen Partei. Von 1964 bis 1971 war er neben seinen anderen Tätigkeiten auch Bürgermeister von North Palm Beach. Von 1972 bis 1980 saß er als Abgeordneter im Repräsentantenhaus von Florida; zwischen 1980 und 1982 gehörte er dem Staatssenat an. In den Jahren 1980 und 1982 war er Delegierter auf den regionalen republikanischen Parteitagen in Florida. 1984 nahm er außerdem als Delegierter an der Republican National Convention in Dallas teil, auf der Präsident Ronald Reagan zur Wiederwahl nominiert wurde.
Bei den Kongresswahlen des Jahres 1982 wurde Tom Lewis im zwölften Wahlbezirk von Florida in das US-Repräsentantenhaus in Washington, D.C. gewählt, wo er am 3. Januar 1983 die Nachfolge von E. Clay Shaw antrat. Nach fünf Wiederwahlen konnte er bis zum 3. Januar 1995 sechs Legislaturperioden im Kongress absolvieren. Seit 1993 vertrat er dort als Nachfolger von Lawrence J. Smith den 16. Distrikt seines Staates. 1992 wurde der 27. Verfassungszusatz im Kongress verabschiedet. Während seiner Zeit im US-Repräsentantenhaus war Lewis Mitglied im Landwirtschaftsausschuss.
Im Jahr 1994 verzichtete er auf eine erneute Kandidatur. Nach seinem Ausscheiden aus dem Kongress zog er sich in den Ruhestand zurück. Er starb am 1. August 2003 in Palm Beach.